# Строилов, Михаил Степанович
Михаи́л Степа́нович Строи́лов (1899 — 11 сентября 1941, Орёл) — главный инженер треста «Кузбассуголь» в 1935—1936 годах, фигурант Второго Московского процесса. Приговорён к 8 годам лишения свободы, впоследствии расстрелян, посмертно реабилитирован.

## Биография
Михаил Строилов родился в 1899 году.
После Октябрьской революции работал на руководящих должностях на различных горнодобывающих предприятиях и шахтах Советского Союза. В 1935 году Строилов получил назначение главным инженером треста «Кузбассуголь» в Новосибирске.
В 1936 году Строилов был арестован по так называемому «делу параллельного антисоветского троцкистского центра». Являлся одним из фигурантов Второго Московского процесса. 30 января 1937 года Строилов был приговорён Военной коллегией Верховного Суда СССР к восьми годам лишения свободы по статье 58, пунктам 6 и 7. Когда приговор вступил в силу, Строилов был отправлен в Орловскую тюрьму.
После начала Великой Отечественной войны, в предвидении неизбежной сдачи Орла немецким войскам, НКВД был составлен список на расстрел 161 человека, отбывающего наказание в Орловской тюрьме. В этот список, одобренный лично Иосифом Сталиным, был занесён и Строилов. Список был обозначен как приговор Военной коллегии Верховного Суда СССР от 8 сентября 1941 года. В числе остальных занесённых в список Строилов был расстрелян в 11 километрах от Орла, в Медведевском лесу. Тела расстрелянных были захоронены в братских могилах, а поверх захоронений были посажены деревья, чтобы они не были обнаружены впоследствии.
26 июля 1990 года Строилов был посмертно реабилитирован решением Пленума Верховного Суда СССР.